# Porter Heights (Texas)
Porter Heights es un lugar designado por el censo ubicado en el condado de Montgomery en el estado estadounidense de Texas. En el Censo de 2010 tenía una población de 1653 habitantes y una densidad poblacional de 195 personas por km².

## Geografía
Porter Heights se encuentra ubicado en las coordenadas 30°9′7″N 95°19′18″O / 30.15194, -95.32167. Según la Oficina del Censo de los Estados Unidos, Porter Heights tiene una superficie total de 8.48 km², de la cual 8.39 km² corresponden a tierra firme y (1.01%) 0.09 km² es agua.

## Demografía
Según el censo de 2010, había 1653 personas residiendo en Porter Heights. La densidad de población era de 195 hab./km². De los 1653 habitantes, Porter Heights estaba compuesto por el 85.72% blancos, el 0.67% eran afroamericanos, el 2.24% eran amerindios, el 0.3% eran asiáticos, el 0% eran isleños del Pacífico, el 8.83% eran de otras razas y el 2.24% pertenecían a dos o más razas. Del total de la población el 23.29% eran hispanos o latinos de cualquier raza.

## Educación
El Distrito Escolar Independiente de New Caney gestiona escuelas públicas.